# 足羽層群
足羽層群（あすわそうぐん、英: Asuwa group）とは福井県の足羽川上流地域を模式地とし、福井県、石川県、岐阜県に点在する、中生代白亜紀後期の地層である。
足羽川上流では、足羽層群の上位にある奥美濃酸性岩が中新統堆積前にほとんど削剥されており、奥美濃酸性岩噴出直後の足羽層群の最大埋没深度は明らかでないが、足羽層群を被覆する中新統の火砕岩および安由岩の厚さを考慮すると、中新世における足羽層群の埋没深度は2000m程度と推定される。長良川上流および九頭竜川中流地区で足羽層群が最大埋没深度に達したのは奥美濃酸性岩（濃飛流紋岩）により被覆されていた時期で、その深度は最大2000m程度と推定される。